# Reisdorf (Grevenbroich)

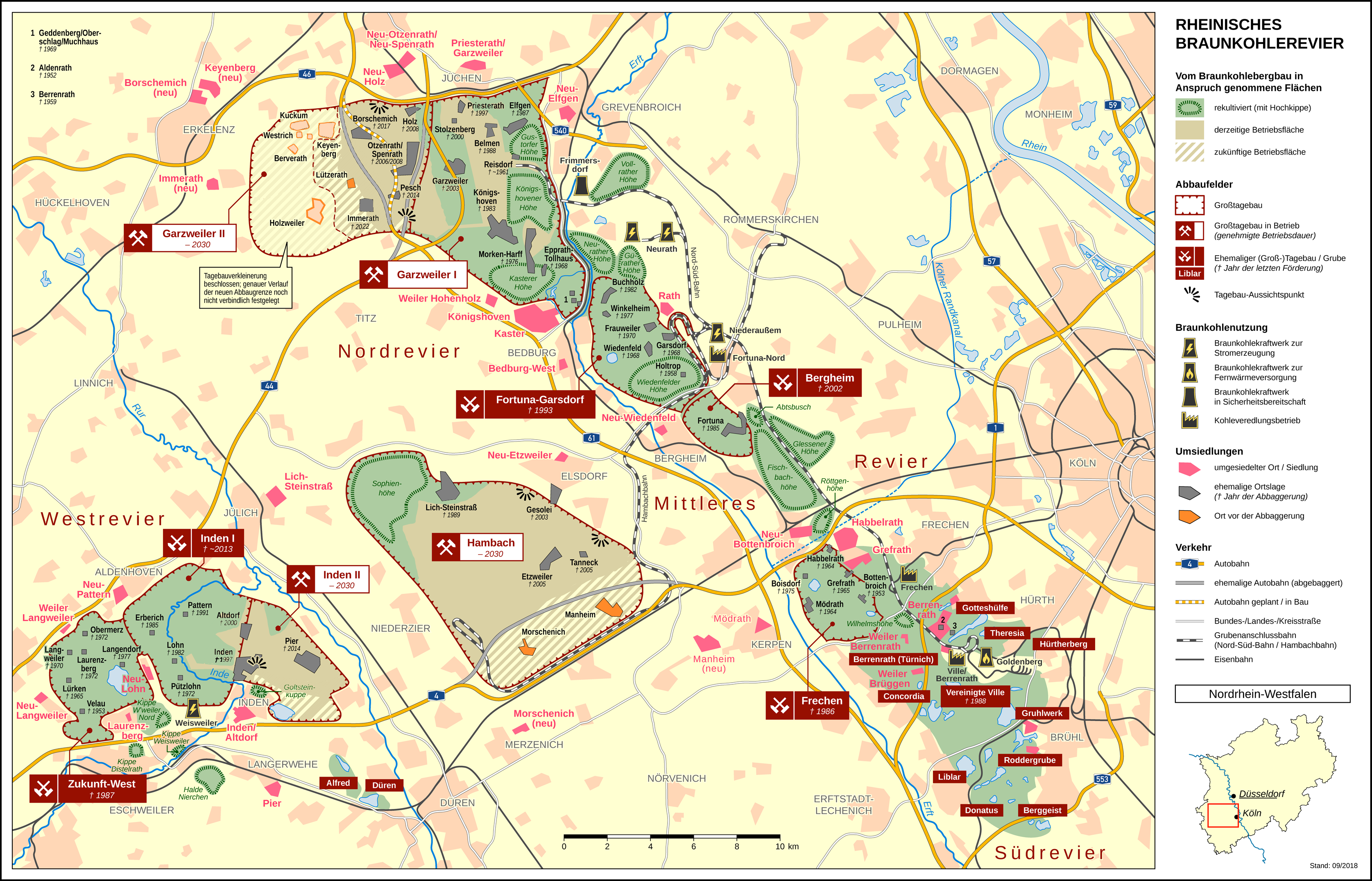
Lage des ehemaligen Ortes Reisdorf im Rheinischen Braunkohlerevier

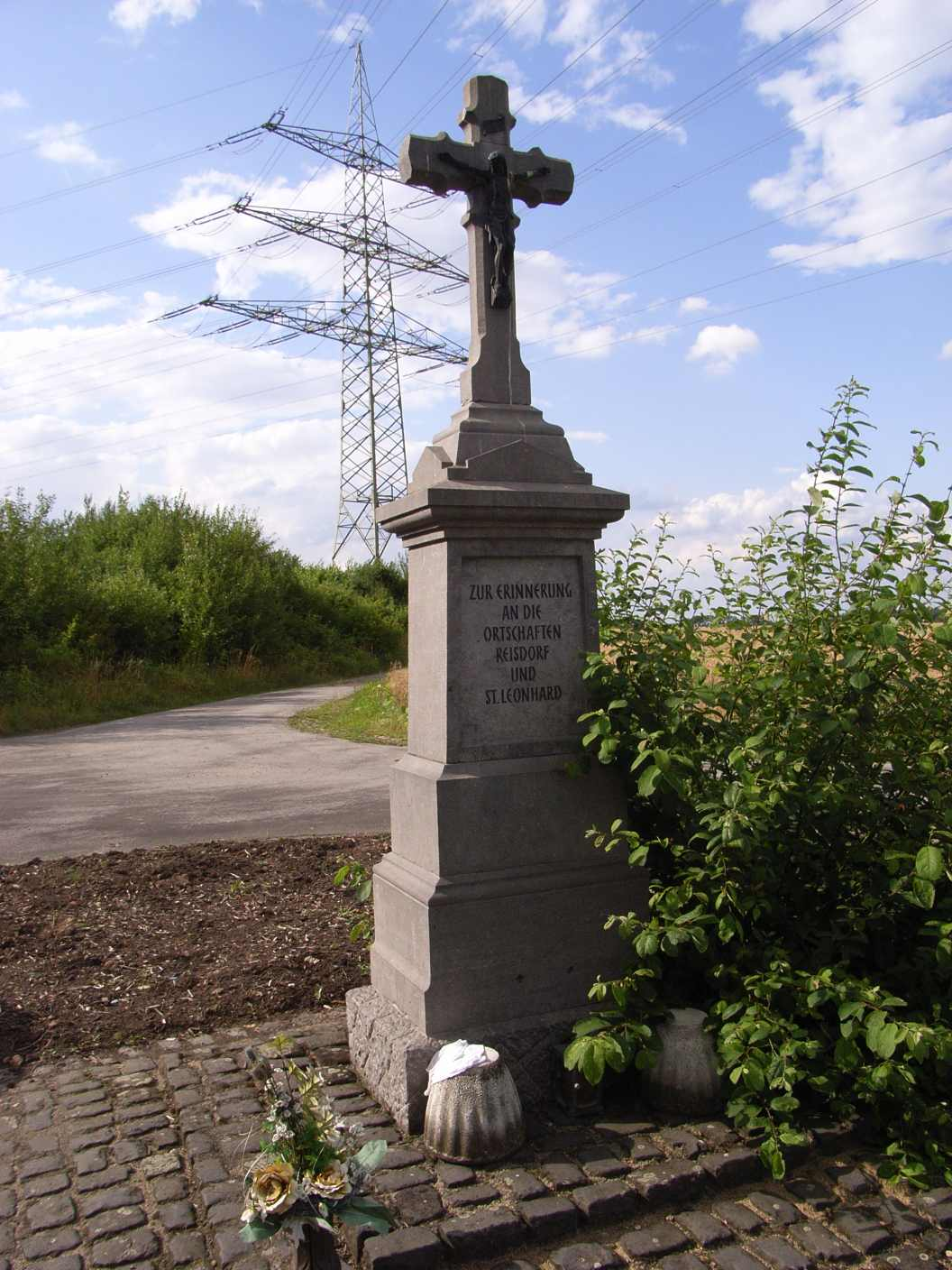
Wegkreuz am früheren Standort Reisdorf

Die untergegangenen Weiler Reisdorf und  St. Leonhard lagen auf dem heutigen Stadtgebiet Grevenbroich. Der Ort musste etwa Anfang der 1960er Jahre dem damaligen Tagebau Frimmersdorf-West, welcher in den Tagebau Garzweiler aufging, weichen. Hier lebten zu dem Zeitpunkt noch 69 Bewohner, verteilt auf acht Anwesen. Heute erinnert ein Wegkreuz am Energiepfad Grevenbroich auf der rekultivierten Fläche an den Standort der Ortschaft.

## Lage
Die kleine Siedlung lag südlich des alten Dorfs Elfgen und westlich von Gustorf.

## Geschichte
Reisdorf gehörte bis 1794 zum Amt Hülchrath im Kurfürstentum Köln.
Um 1321 gehörte Reisdorf zu den Besitzungen der Grafen von Hochstaden, Stammburg war Husterknupp bei Frimmersdorf. 
Der Deutschherrenorden (Fürth) besaß um 1500 einen Hof in Reisdorf. Um die Erträge aus diesem Hof kam es immer wieder zu Streitigkeiten mit der Herrschaft Dyck.  1539 wurde vor dem Reichskammergericht hierzu eine Entscheidung zu Gunsten des Deutschherrenordens getroffen.
Innerhalb des heutigen Braunkohletagebaus Garzweiler, westlich von Gindorf gelegen, befand sich ehemals das Kloster St. Leonhard, an das heute noch die St.-Leonhard-Straße in Gindorf erinnert. Die Gebäude des Klosters lagen auf einem kleinen Hügel, kaum zwei Kilometer von Gindorf entfernt.
Unbekannt ist, wann sich zuerst Mönche auf dem einsam in der Mitte zwischen Gustorf, Garzweiler, Elfgen und Elsen gelegenen Hügel ansiedelten. In einer Urkunde aus dem Jahre 1587 schrieb Werner Graf Salm von Schloss Dyck, dass das Kloster St. Leonhard ebenso wie St. Nikolaus bei Dyck von einem seiner Vorfahren gegründet worden sei. Paul Clemen datierte das Alter des Chors der Klosterkapelle, die um das Jahr 1900 abgerissen wurde, aus dem 13. Jahrhundert. Die älteste bekannte Urkunde, in der das Kloster erwähnt ist, stammt aus dem Jahr 1484, in der Loeff von Honseler als Prior des Klosters St. Leonhard erwähnt wird.
Die Mönche des Klosters gehörten dem Orden vom heiligen Grab (Ordo S. Sepulchri) an. Die Wahl des heiligen Leonhard als Schutzpatron für ihre Niederlassung erfolgte möglicherweise auch im Hinblick auf die Verehrung dieses Heiligen durch die bäuerliche Bevölkerung der Umgebung. Der Einsiedler Leonhard soll im 6. Jahrhundert bei Limoges in Frankreich gelebt haben. Vor allem durch die Zisterzienser gefördert, verbreitete sich eine Verehrung seit etwa 1100 schnell über Mitteleuropa. Seit dem 15. Jahrhundert wurde er vornehmlich als Viehpatron (vor allem der Pferde) angerufen.
Die Spenden und Zuwendungen der Gläubigen flossen zunächst reichlich, so dass der Grundbesitz des Klosters anwuchs. Am 1. Februar 1486 verkaufte das Karthäuser Kloster Vogelsang bei Jülich dem Kloster St. Leonhard 36 Morgen Land auf dem Berge bei Königshoven. Vor 1492 überwies Diedrich Scherfgen Honzeler dem Kloster 200 rheinische Gulden, für die die Mönche Messen zum Andenken seiner Angehörigen lesen sollten. In den nächsten hundert Jahren ist wenig von dem Kloster bekannt.
1580 drangen spanische Truppen in unsere Heimat. Sie kamen aus den Niederlanden, wo der spanische König um die abgefallenen nördlichen Provinzen kämpfte. Plündernd zogen die Söldner durch das Niederrheingebiet und wurden zum Schrecken der Bevölkerung. Als sie Gustorf und Frimmersdorf überfielen, wurde auch St. Leonhard geplündert.
Noch größere Leiden hatte die heimische Bevölkerung im Truchsessischen Krieg (1582–1589) zu erdulden. Der Kölner Erzbischof Gebhard Truchsess von Waldburg war zum lutherschen Glauben übergetreten und weigerte sich, den vom Domkapitel gewählten katholischen Ernst von Bayern als seinen Nachfolger anzuerkennen. In dem daraufhin entstehenden Krieg blieb kaum ein Ort im Rhein-Kreis-Neuss verschont, viele Orte wurden sogar völlig zerstört. Auch das Kloster St. Leonhard wurde eingeäschert. Zunächst harrten noch einige der Klosterbewohner in den Trümmern aus. Da die Felder in den Kriegswirren nicht bestellt werden konnten, waren die Mönche gezwungen, Schulden zu machen, um die notwendigen Nahrungsmittel zu erhalten. Immer mehr Klosterbewohner mussten St. Leonhard verlassen.
1587 war nur noch ein Mönch übrig geblieben: Pater Werner Gerardt. Er wandte sich an seine Mitbrüder im St. Nikolaus-Kloster bei Schloss Dyck und bat um Aufnahme, die ihm gewährt wurde. Auch das St.-Nikolaus-Kloster hatte im Truchsessischen Krieg zu leiden, konnte sich aber in unmittelbarer Nähe des Landesherren Graf Werner verständlicherweise besser behaupten als das einsam gelegene St. Leonhard.
Nachdem Graf Werner seine Zustimmung erteilt hatte, vollzog der Generalvikar von Köln am 17. Juni 1587 die Vereinigung des Klosters St. Leonhard mit dem Kloster St. Nikolaus unter der Bedingung, dass die in St. Leonhard bisher gehaltenen Stiftermessen nunmehr von den Mönchen des Nikolaus-Klosters gehalten würden.
Da auch die Kapelle auf dem Klosterhügel zerstört war, schien das Schicksal von St. Leonhard als Ort religiöser Besinnung besiegelt. Aber die Bevölkerung der umliegenden Ortschaften konnte den Patron ihrer Pferde nicht vergessen: Bald begann man, die Kapelle des Klosters wieder aufzubauen. 1623 war die Kapelle vollständig wiederhergestellt. Die Gottesdienste verrichtete fortan der Pfarrer von Gustorf. Bis zur Säkularisation zahlte das Kloster St. Nikolaus als Eigentümer dem Pfarrer von Gustorf wegen seiner Dienste in der Klosterkapelle eine jährliche Geldrente. Der Küster von Gustorf wurde dagegen mit Naturalien entschädigt.
Die Beliebtheit des heiligen Leonhard in der damaligen Zeit zeigt sich auch darin, dass die Bewohner der Umgebung bei Taufen recht häufig den Namen Leonhard wählten. So wurde dieser Name in der benachbarten Pfarre St. Pancratius in Garzweiler in der Zeit von 1697 bis 1850 insgesamt 37 Mal als Taufname gewählt, fast doppelt so häufig wie der Name des dortigen Pfarrpatrons.

## Jahrmarkt am Kloster
Am 6. November eines jeden Jahres beging die Bevölkerung den Todestag des heiligen Leonhard besonders feierlich. Seit 1654 ist bezeugt, dass an diesem Tag auch ein Jahrmarkt auf St. Leonhard abgehalten wurde. Jahrmärkte gab es auch in manchen umliegenden Ortschaften, jedoch war keiner in der bäuerlichen Bevölkerung dieser Gegend so beliebt wie der von St. Leonhard. Hier mag die Jahreszeit des Gedenktages eine Rolle gespielt haben. Zwar konnte das Wetter Anfang November bereits unwirtlich sein, andererseits hatte man aber mehr Zeit, da die bäuerliche Arbeitsstille eingetreten war. Nach eingebrachter Ernte besaß die Bevölkerung neues Geld. Auch bot der Jahrmarkt auf St. Leonhard Gelegenheit, sich nach einem neuen Dienstherrn umzusehen. Viele Reisende boten in einfachen Buden alle möglichen Dinge des täglichen Lebens an.
Wein und Bier, dem kräftig zugesprochen wurde, stammten aus der Umgebung, wie aus alten Gemarkungsnamen entnommen werden kann. So hieß die Gemarkung nordwestlich von St. Leonhard „Auf dem Burgunder“ und ließ im Gegensatz zu den häufigen Wingert-Bezeichnungen sogar die Weinsorte erkennen. In Elfgen wurde der große Garten hinter dem Hof Schoenen (zuletzt Lambertz) „Im Hoppebongert“ genannt, eine Erinnerung daran, dass hier einmal Hopfen für die Erzeugung von Bier angebaut wurde.
Die Jahrmärkte auf St. Leonhard, die bis Ende des 19. Jahrhunderts abgehalten wurden, erlangten eine gewisse Berühmtheit wegen der alljährlichen Raufereien, bei denen häufig die Dorfburschen ganzer Ortschaften aufeinander einschlugen. Zwar waren in der „guten alten Zeit“ die Prügeleien zwischen den Bewohnern verschiedener Dörfer viel häufiger als heute, und oft war es für einen jungen Burschen schwer, ungeschoren durch einen Nachbarort zu kommen, insbesondere dann, wenn er auf Freiersfüßen wandelte. Bei den Jahrmärkten auf St. Leonhard trug aber die Lage des Klostergutes dazu bei, dass hier Raufereien und Händel an der Tagesordnung waren. In unmittelbarer Nähe von St. Leonhard stießen das Jülicher, das Kurkölner und das Dycker Land sowie die reichsfrei Herrschaft Elsen zusammen. Die Strafverfolgung durch die Obrigkeiten war dadurch außerordentlich erschwert. Zur Aufrechterhaltung der Ordnung wurden gewöhnlich der Schützenführer mit sieben Schützen und der Gerichtsbote von Bedburdyck zum Fest nach St. Leonhard geschickt, jedoch konnten diese wenigen Mannen bei einer richtigen Rauferei nur wenig ausrichten. Zogen sich die Übeltäter flugs auf das Gebiet zurück, so war deren Obrigkeit machtlos.
Mitte des 17. Jahrhunderts gab es auf St. Leonhard regelmäßig einen der bedeutenden Schweinemärkte der Region wie die Chronik der Reichunmittelbaren Herrschaft Dyck vermerkt. In dieser Chronik ist außerdem zu finden, dass die Herren von Dyck um St. Leonhard das Jagdrecht ausübten. Wegen einer Jagd an den St. Leonhards Markttagen kam es zu einem Prozess beim Kölner Offizial. Das Ergebnis war die Übertragung des alleinigen Jagdrechts auf den Dingstuhl zu Fürth (Ortsteil von Grevenbroich).

## Das Ende des Klosters
Bis zur Säkularisation verpachtete das Kloster St. Nikolaus das Klostergut. Durch die Gesetzgebung Napoleons wurde das Gut enteignet und der Zivilgemeinde Gustorf zugesprochen. Anfang des 19. Jahrhunderts wurden die Geschwister Schumacher Eigentümer des Gutes; von diesen kaufte es ein Herr Faßbender. 1873 erwarb es der in Noithausen geborene Josef Broich, dessen Grabdenkmal in der Mitte des Elsener Friedhofs steht. Josef Broich ließ sich um 1880 zusammen mit seinen Töchtern vor der Klosterkapelle auf St. Leonhard von dem um die Jahrhundertwende in Grevenbroich aktiven Heimatforscher Jakob H. Dickers fotografieren. Nach diesem Heimatforscher Dickers ist übrigens in der Nähe des Grevenbroicher Friedhofs eine Straße benannt.
Im Jahr 1893, als Paul Clemen die Kunstdenkmäler des Kreises Grevenbroich beschrieb, war das Dach der Kapelle bereits halb eingesunken. Klagend erwähnt Clemen, dass die ganze Kapelle dem Verfall entgegensehe. Die völlige Zerstörung des alten Gotteshauses kam dann tatsächlich sehr schnell: Anfang des 20. Jahrhunderts ließ der Eigentümer Poßberg, der das Gut von Broich gekauft hatte, den Rest des Kapellengebäudes abreißen. Poßberg war die Renovierung und Unterhaltung der Kapelle zu teuer. Von öffentlicher Denkmalpflege war damals noch keine Rede. Beim Abbruch der Kapelle fand man in einer Kammer des Fundaments die Überbleibsel von zwei Soldaten; jeder von ihnen hatte ein Säckchen Geld und Schmuck bei sich, ferner ein Pferd, einen Hund und einen gut erhaltenen Säbel. In einer weiteren Kammer fand man die Grabkammer der Mönche von St. Leonhard. Der Gutsbesitzer Poßberg wollte durch den Abriss der Kapelle die althergebrachte Verehrung des Heiligen Leonhard jedoch nicht beseitigen.
In unmittelbarer Nähe des Gutes am Weg nach Gustorf ließ er ein Wegekapellchen errichten, dessen Gemäuer erst im Sommer 1974 beseitigt wurden. In diesem „Heiligenhäuschen“ wurde die Figur des Heiligen Leonhard aufgestellt, die sich bis zum Abriss in der Klosterkapelle befand. Bis nach dem Zweiten Weltkrieg genoss die Figur eine mehr oder minder große Verehrung durch die Bewohner der Umgebung. Und immer noch zogen die Gindorfer und Gustorfer mit ihren Prozessionen am Palmsonntag bis nach St. Leonhard.
Eine Zeitlang war das Klostergut um die Wende zum 20. Jahrhundert nicht bewohnt. Das machte sich der Schreiner Conrads aus Morken zunutze. Auf einer Schubkarre fuhr er die alte Glocke aus der Klosterkapelle mit der Inschrift SANCTE LEONHARDE ORA PRO NOBIS ANNO 1683 nach Morken. Dort hing sie bis zuletzt noch im Turm der Kapelle, bis auch dieser Ort dem Braunkohletagebau weichen musste.
Im Jahr 1913 erwarb der aus einer alten Mennonitenfamilie Krefelds stammende Fritz Zimmermann das Klostergut mit etwa 196 Morgen Eigentum und umfangreichem Pachtland. Zeitweise wurden vom Gut aus bis zu 350 Morgen Pachtland zusätzlich bearbeitet. Die Erträge auf dem fruchtbaren Lössboden waren gut. Bald baute Zimmermann etwas südlich vom Standpunkt der alten Klosterkapelle sein Wohnhaus, im Volksmund „die Villa“ genannt. Im Zweiten Weltkrieg wurde das Gut schwer beschädigt. In einem sechzig Minuten dauernden Trommelfeuer wurden die Gebäude von mehreren Granaten getroffen. 1953 kaufte die damalige Roddergrube (inzwischen aufgegangen in der heutigen RWE Power AG) das gesamte Klostergut, da unter seinem Gelände die begehrte Braunkohle lag. Nach dem Auszug von Frau Witwe Frieda Zimmermann wurden sämtliche Gebäude auf St. Leonhard im Jahr 1959 abgerissen.
Nachzutragen bleibt noch das Schicksal der hölzernen Figur des Heiligen Leonhard, die während so vieler Jahrhunderte das Ziel frommer Pilger gewesen war. Einem Wunsch von Frau Frieda Zimmermann entsprechend, schenkte ihre Tochter die Figur der katholischen Kirchengemeinde Gustorf. Pfarrer Karl Frenken ließ die 75 cm hohe Statue 1961 durch den Kirchenmaler Dorr in Buir restaurieren und sodann in der Kapelle am Schillingshof in Gindorf aufstellen.
Nicht zuletzt im Hinblick auf die um die Wende zum 20. Jahrhundert gemachten Funde wäre es wünschenswert gewesen, wenn vor der Abbaggerung das Gelände des alten Klosterbezirks St. Leonhard gründlich archäologisch erforscht worden wäre.